# Тифенталь (Пфальц)
Тифенталь (нем. Tiefenthal) — община в Германии, в земле Рейнланд-Пфальц.
Входит в состав района Бад-Дюркхайм. Подчиняется управлению Хеттенлайдельхайм. Население составляет 814 человек (на 31 декабря 2010 года). Занимает площадь 4,21 км².